# Wojciech Gierlach
Wojciech Gierlach (ur. 2 marca 1976 w Tarnawie Górnej) – polski śpiewak, bas.

## Życiorys
Absolwent Wydziału Wokalno-Aktorskiego Akademii Muzycznej im. Fryderyka Chopina w Warszawie w klasie Kazimierza Pustelaka (z wyróżnieniem). Debiutował w 1999 rolą tytułową w Imeneo Haendla w Warszawskiej Operze Kameralnej. Występował w Teatrze Wielkim-Operze Narodowej w Warszawie i Filharmonii Krakowskiej oraz w A Coruñii, Bari, Bratysławie, Berlinie, Dublinie, Kapsztadzie, Klagenfurcie, Lizbonie, Minneapolis, Oviedo, Rawennie, St. Gallen. Laureat licznych międzynarodowych konkursów (Międzynarodowy Konkurs Sztuki Wokalnej im. Ady Sari 1999 – I nagroda, Międzynarodowy Konkurs Wokalny w Bilbao 2000 – II nagroda, Mediolan 2001 – Premio Caruso, Barcelona 2004 – III miejsce).
Brat Roberta Gierlacha.